# Itzli
Iztli (o Itztli) era un dios mexica de piedra, en la forma de un cuchillo de sacrificios en obsidiana. Era uno de los nueve dioses de la noche y el inframundo. Servía a Tezcatlipoca como dios de la Segunda Hora de la Noche. Está asociado con Chalchiuhtlicue y Tlazoltéotl.